# John M. Campbell
John Middleton Campbell (Renton, 19 febbraio 1869 – Sunderland, 8 giugno 1906) è stato un calciatore scozzese, di ruolo attaccante.
Negli anni 1892, 1893 e 1895 si rivelò il miglior marcatore del mondo.

## Carriera
Giocò per il Sunderland nell'ultimo decennio dell'800, durante il quale vinse per tre volte il campionato (1892, 1893, 1895) aggiudicandosi in tutte e tre le occasioni anche il titolo di capocannoniere della competizione. Prima di ritirarsi giocò anche per una stagione nel Newcastle, contribuendo alla prima promozione in massima serie nella storia del club.

## Palmarès

### Club

#### Competizioni nazionali
- Campionato inglese: 3

Sunderland: 1891-1892, 1892-1893, 1894-1895